# Agencia Nacional de Aviación Civil de Brasil
La Agencia Nacional de Aviación Civil (Agência Nacional de Aviação Civil en portugués), también conocida como ANAC, es la autoridad de aviación civil de Brasil, creada en 2005. Tiene su sede en el Edifício Parque Cidade Corporate en Brasilia.
Integrante de la Secretaría de Aviación Civil de Brasil, el organismo formado por el antiguo Departamento de Aviación Civil (DAC) y la División de Certificación de Aviación Civil (Centro Técnico Aeronáutico - CTA), la autoridad de certificación de aeronaves de Brasil. La ANAC es responsable de regular y fiscalizar las actividades de la aviación civil y la infraestructura aeronáutica y de aeródromos.

## Historia
En términos prácticos, gran parte de lo que ahora es ANAC, especialmente en las ciudades de Río de Janeiro y São José dos Campos, se formó a partir de varios organismos pertenecientes al Comando Aeronáutico: el Departamento de Aviación Civil (DAC) y sus Servicios (SERAC), el Instituto de Ciencias de la Actividad Física de la Aeronáutica (ICAF), el Instituto de Aviación Civil (IAC) y la división de Certificación de Aviación Civil del Instituto de Fomento y Coordinación Industrial.
El organismo fue creado por Ley Federal N° 11.182 de 27 de septiembre de 2005 e instanciado mediante Decreto Federal N° 5.731 de 20 de marzo de 2006.
Desde su creación en 2005, la agencia ha tenido seis directores presidentes:
- Milton Zuanazzi (20 de marzo de 2006-31 de octubre de 2007),
- Denise Abreu
- Solange Paiva Vieira (11 de diciembre de 2007-17 de marzo de 2011),
- Carlos Eduardo Pellegrino (interino)
- Marcelo Pacheco dos Guaranys
- José Ricardo Botelho (agosto de 2015).

## Situación jurídica y organización
La ANAC es una agencia reguladora federal. El organismo tiene la personalidad jurídica de autarquía especial, vinculada al Ministerio de Transportes, Puertos y Aeronáutica Civil, lo que significa que, jurídicamente, el organismo tiene más autonomía administrativa y financiera que un organismo directamente vinculado a la administración directa del gobierno federal.
Una de sus prerrogativas es la de autorregularse internamente, fijando su propio organigrama de forma autónoma.
La ANAC está organizada a partir de un Directorio Colegiado con cuatro Directores y un Gerente General. Sus miembros son nominados periódicamente para servir un término normalmente de cinco años. Vinculados a la Dirección Ejecutiva existen asesores y superintendencias que regulan actividades esenciales para el funcionamiento de la entidad.
Las superintendencias relacionadas con las áreas organizacionales de la dependencia son las que ejercen efectivamente la regulación, y están vinculadas cada una de ellas a uno de los cuatro Directores: la Superintendencia de Normas Operacionales, la Superintendencia de Infraestructura Aeroportuaria, la Superintendencia de Aeronavegabilidad y la Superintendencia de Regulación Económica y Seguimiento del Mercado. Los tres primeros realizan la regulación técnica; el segundo, la regulación económica.
En términos de estructura física, ANAC tiene varios edificios repartidos por Brasil, principalmente su sede en Brasilia - DF, y las cuatro unidades regionales: Río de Janeiro, São Paulo, Porto Alegre y Recife. También tiene una unidad en São José dos Campos, un centro de capacitación en el Aeropuerto de Jacarepaguá y una oficina de aviación civil en Curitiba.

## Responsabilidades
La flota de aviones civiles brasileños es una de las más grandes del mundo, con más de 10.000 unidades en vuelo. La flota de helicópteros ejecutivos es la segunda, la mayoría operando en la ciudad de São Paulo. La ANAC es el organismo que regula sus concesiones y operaciones. La ANAC también regula las concesiones de las aerolíneas brasileñas, como TAM Airlines, VRG Airlines (que incluye las marcas Gol Linhas Aéreas y Varig), Azul Brazilian Airlines, Avianca Brasil, TRIP Linhas Aéreas, Passaredo Linhas Aéreas, entre otras.
ANAC también regula el número máximo de operaciones (slots) en algunos aeropuertos debido a limitaciones de capacidad. Actualmente son:
- Aeropuerto de São Paulo-Congonhas con 30 operaciones por hora
- Aeropuerto Internacional de São Paulo/Guarulhos-Gov.Franco Montoro con 45 operaciones por hora.
- Aeropuerto Internacional de Río de Janeiro-Galeão/Antonio Carlos Jobim
- Aeropuerto de Río de Janeiro-Santos Dumont
- Brasilia-Pres. Aeropuerto Internacional Juscelino Kubitscheck

El 16 de marzo de 2010, ANAC anunció que se implementarán restricciones de franjas horarias similares, particularmente en las horas pico en 2010 en los siguientes aeropuertos:
- Aeropuerto Internacional Tancredo Neves
- Aeropuerto Internacional Juscelino Kubitscheck (Implementado)
- Aeropuerto de Campinas-Viracopos
- Aeropuerto Internacional Cuiabá-Marechal Rondón
- Aeropuerto Internacional Fortaleza-Pinto Martins
- Aeropuerto Internacional Salvador-Dep.Luís Eduardo Magalhães

## Eventos significativos
La crisis de la aviación brasileña de 2006-07 envolvió a la ANAC, y los tribunales la condenaron posteriormente junto con otras siete partes.
El 17 de junio de 2007, el vuelo TAM 3054 se estrelló y se perdieron todos los humanos. Denise Abreu era entonces la titular de la ANAC, y como tal fue constituida por el tribunal como parte civil, debido en parte a la personalidad jurídica autónoma de la ANAC.
En mayo de 2009, el vuelo 447 de Air France se perdió en el mar. ANAC fue la agencia brasileña a la que recayó la investigación.
El 27 de noviembre de 2016, la ANAC no aprobó el plan de vuelo propuesto por la empresa boliviana Lamia para transportar al equipo de fútbol brasileño Chapecoense en un vuelo chárter directo desde Brasil a Medellín, Colombia. La ANAC basó su decisión en la legislación aeronáutica internacional, según la cual un vuelo chárter debe ser operado por una empresa con sede en el país de origen o en el país de destino del vuelo previsto. El equipo de fútbol llegó a Bolivia a través de un vuelo comercial regular, y luego partió a Medellín desde el Aeropuerto Viru Viru, en Bolivia, en un vuelo operado por Lamia. Hubo un accidente con 71 muertos y solo 6 sobrevivientes.
En 2017, la ANAC autorizó a las aerolíneas a cobrar por el transporte del equipaje de los pasajeros bajo la promesa de que tal medida reduciría los precios de los boletos. Sin embargo, en el período inmediatamente posterior a la liberación del cargo, entre junio y septiembre de 2017, los precios se incrementaron un 35,9%, según datos de la FGV. Según la encuesta del IBGE, sin embargo, el aumento fue más moderado, del 16,9%.